# صهريج كبير
الصهريج الكبير أو الصهريج المخيخي النخاعي هو أحد الفتحات الرئيسية الثلاث في الحيز تحت العنكبوتية الموجود بين طبقة الأم العنكبوتية وطبقة الأم الحنون (السحايا المحيطة بالدماغ)، ويشار إلى الفتحات باسم الصهاريج تحت العنكبوتية. يقع الصهريج الكبير بين المخيخ والسطح الظهري للنخاع المستطيل. ويصب السائل الدماغي الشوكي القادم من البطين الرابع في الصهريج الكبير عبر الفتحة الجانبية والمتوسطة .
يشمل الصهرجان الرئيسيان الأخرى ان كل من الصهريج الجسري الواقع بين الجسر والنخاع، والصهريج بين السويقتين الواقع بين السويقتين المخيتين.
يحظى الصهريج الكبير بأهمية سريرية كمكان محتمل للحصول على عينية من السائل الدماغي الشوكي ويُعرف باسم بزل تحت القذالي. رغم أن الأكثر شيوعا هو البزل القطني